# Anna Anderson
Anna Anderson, pseudonimo di Franziska Schanzkowski o, secondo altre fonti, Anastasija Romanov/Alessija Romanov Manahan (Borowy Las, 16 dicembre 1896 – Charlottesville, 12 febbraio 1984), è stata una donna polacca che dal 1920 al 1984, anno della morte, ha sostenuto di essere Anastasija Nikolaevna Romanova, quartogenita figlia dello zar Nicola II, fucilato il 17 luglio 1918. Successive analisi del DNA effettuate su alcuni resti in Russia hanno definitivamente dimostrato che la donna non poteva in alcun modo essere la granduchessa Anastasija.

## Biografia
Nel febbraio 1920, a Berlino, fu ricoverata in un ospedale psichiatrico in seguito ad un fallito tentativo di suicidio. Non fu in grado di rivelare la propria identità e per giorni non parlò per niente. Dopo qualche tempo un'altra donna ricoverata la riconobbe come la granduchessa Tat'jana, ma lei affermò di non essere Tat'jana, bensì Anastasija. In effetti, le voci relative al fatto che una parte della famiglia Romanov fosse sopravvissuta erano all'epoca abbastanza consistenti, confortate anche dal comunicato ufficiale bolscevico che faceva riferimento alla sola morte dello zar, senza menzionare il resto della famiglia.
Iniziò quindi una serie di battaglie legali e giornalistiche tra i sostenitori e i detrattori della tesi Anastasia. Le dispute (sui protagonisti delle quali c'è il forte sospetto di interessi legati al recupero dell'ingente tesoro dei Romanov) videro il coinvolgimento anche di parenti e altri personaggi vicini alla famiglia dello zar, ma non si giunse mai ad una conferma o smentita definitiva sulla reale identità della donna che, tra l'altro, affetta da seri disturbi psichici, si dimostrava tutt'altro che collaborativa.
Dopo aver vissuto per un periodo nella Foresta Nera con il nome di Anna Anderson nel vano tentativo di sfuggire a curiosi e giornalisti, nel 1968 si trasferì negli Stati Uniti con il nome di Alessija Romanov, dove sposò lo storico John Eacott Manahan. Egli si autodescrisse spesso come "Granduca-in-Attesa". La coppia visse in un relativo squallore a Charlottesville, in Virginia. Anderson disse ad un visitatore che, nella casa Ipat'ev, l'intera famiglia imperiale ad eccezione dello zarevic fu ripetutamente seviziata, ed ognuno di essi era costretto a guardare l'altro mentre veniva violentato.
Il 20 agosto 1979, dopo vari giorni di vomito ed ostinati rifiuti ad ogni aiuto, la Anderson fu portata al Martha Jefferson Hospital di Charlottesville. Il dottor Richard Shrum la operò immediatamente. Trovò ostruzioni e gangrene nell'intestino tenue causati da un tumore alle ovaie. Rimosse almeno una parte dell'intestino e richiuse la ferita. Il dottor Shrum commentò:
Nel novembre 1983 venne rinchiusa in manicomio. Alcuni giorni dopo fu rapita dal marito Manahan, e i due per tre giorni attraversarono le strade della Virginia fermandosi solamente per mangiare in posti occasionali. Finalmente, una soffiata alla polizia servì ad arrestarla e a farla ritornare alle cure psichiatriche. Il 12 febbraio 1984 morì di polmonite. Il suo corpo fu cremato quel pomeriggio e le sue ceneri furono sepolte nel cimitero della chiesa del Castello di Seeon in Germania.

## Posizioni a proposito della vera identità di Anna Anderson
La storia di Anna Anderson apparve sin dal primo momento controversa. Alcuni sostenevano senza ombra di dubbio che le sue pretese fossero reali, suffragate da presunte coincidenze anatomiche (colore degli occhi, altezza e presenza di una piccola deformità ai piedi). Queste argomentazioni sono ritenute non valide dai detrattori, in quanto i riconoscimenti da parte di parenti e conoscenti possono essere stati influenzati dal desiderio che essi avevano di ritrovare viva la loro amata Anastasia. Le somiglianze fisiche possono essere comuni anche a più donne e la conoscenza della vita di corte è spiegata in dettaglio in molti libri e potrebbe essere stata semplicemente imparata dalla Anderson.
Nel luglio 1991 furono riesumati, nei pressi di Ekaterinburg, i corpi di nove persone. La recente tecnica basata sull'analisi del DNA mitocondriale provò che si trattava dello zar, della zarina, di tre dei loro cinque figli e di altre quattro persone di servizio che risultavano effettivamente essere state uccise insieme ai membri della famiglia reale. La mancanza di due corpi, presumibilmente proprio quelli della granduchessa Anastasia o della granduchessa Maria e dello zarevic Alessio, riaprì la discussione sull'identità di Anna Anderson.
Solo nel 1994 fu possibile eseguire le analisi del DNA su un reperto bioptico intestinale prelevato nel 1979, che portarono definitivamente a concludere che Anna Anderson non poteva in alcun modo essere imparentata con la famiglia Romanov, ma si trattava di tale Franziska Schanzkowski, una malata di mente di origine polacca scomparsa da un ospedale psichiatrico di Berlino nel 1919.
Nell'agosto 2007, nella regione degli Urali, furono ritrovati due corpi, accanto ai quali vi erano pallottole e boccette di acido solforico (usato per occultare i cadaveri). Gli esami del DNA conclusi un anno dopo, hanno confermato che i resti rinvenuti sono quelli di Maria e di Aleksej. Ciò escluse così per sempre la possibilità che qualche membro della famiglia reale fosse riuscito a sfuggire al massacro di Ekaterinburg.